# Fernanda Hansen
Pour les articles homonymes, voir Hansen.
María Fernanda Hansen Ramírez (née le 16 septembre 1979 à Santiago) est une journaliste, animatrice de radio et animatrice de télévision chilienne.

## Télévision
| Année     | Émission                         | Rôle                       | Chaîne         |
| --------- | -------------------------------- | -------------------------- | -------------- |
| 2004      | El interruptor                   | Animatrice                 | Vía X          |
| 2005-2006 | Telediario (téléjournal chilien) | Présentatrice de nouvelles | Red Televisión |
| 2006-2007 | Mira Quién Habla                 | Panéliste                  | Mega           |
| 2007      | Mekano                           | Animatrice                 | Mega           |
| 2007      | Chocolate                        | Panéliste                  | Canal 13       |
| 2007      | Cantando por un sueño            | Participante               | Canal 13       |
| 2008      | Buenos días a todos              | Panéliste                  | TVN            |
| 2008      | Estrellas en el hielo 2          | Participante               | TVN            |
| 2009-2010 | Viva la mañana                   | Animatrice                 | Canal 13       |
| 2009      | En primera persona               | Animatrice                 | Canal 13       |
| 2012      | Tu cara me suena                 | Jury                       | Mega           |
| 2012      | Mirada de mujer                  | Animatrice                 | CNN Chile      |
| 2013      | Baila! Al ritmo de un sueño      | Participante               | Chilevisión    |

## Cinéma
| Année | Film          | Rôle | Réalisateur       |
| ----- | ------------- | ---- | ----------------- |
| 2012  | El babysitter | —    | Sebastián Badilla |

## Radio
| Année | Émission     | Rôle       | Station       |
| ----- | ------------ | ---------- | ------------- |
| 2011  | A toda Radio | Animatrice | Radio Bío-Bío |